# Seagate
Seagate je firma zabývající se výrobou pevných disků (HDD). Vznikla roku 1979, s původním názvem Shugart Technologies. Jako první vyrobila 5,25" HDD pro klasické PC. V současnosti je Seagate jedničkou v prodeji 1", 2.5" a 3.5" HDD a to interních i externích.[zdroj?] Standardní HDD se v současné době pohybují mezi 1TB a 20 TB.
Hlavní sídla pro vývoj firmy jsou Silicon Valley - Kalifornie, Pittsburgh - Pensylvánie, Longmont - Colorado, Bloomington a Shakopee - Minnesota, Springtown - Severní Irsko a Singapur.
Výroba a zákaznický servis se nachází v Kalifornii, Coloradu, Minnesotě, Oklahomě, Severním Irsku, Číně, Malajsii, Singapuru a Thajsku.